# M Knoedler & Co

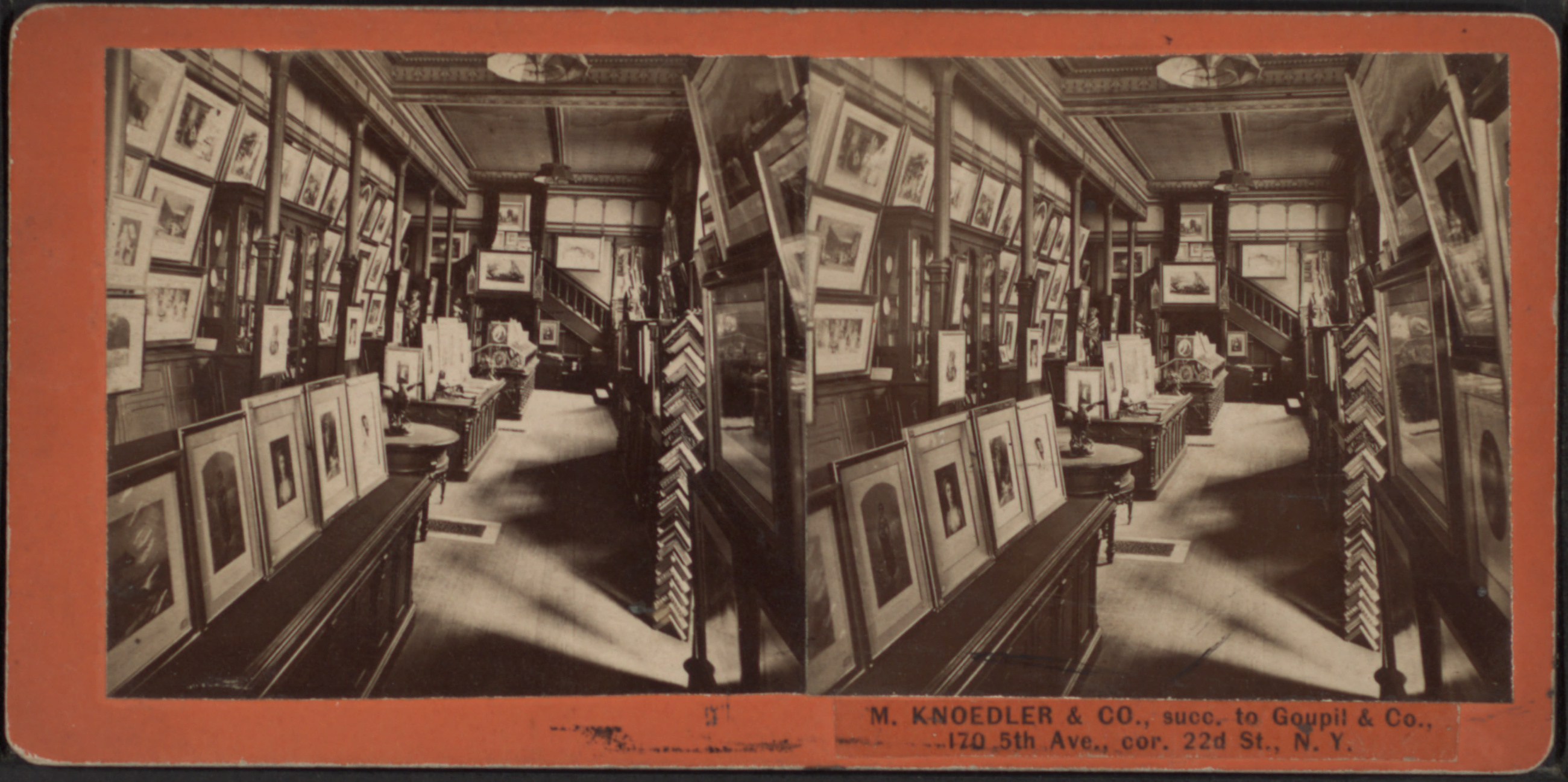
Stereoskopisches Foto der Galerie M Knoedler & Co, ca. 1860–1880

M Knoedler & Co war eine führende New Yorker Galerie. Mit einer 165-jährigen Geschichte war sie zum Zeitpunkt ihres Niedergangs 2011 eine der ältesten Galerien der Vereinigten Staaten. Der Untergang von Knoedler ist eng mit einem der größten Fälschungsskandale der jüngeren Geschichte verbunden.

## Geschichte
Die Galerie führte ihre Ursprünge auf das Jahr 1846 zurück, als die französische Kunsthandlung Goupil & Cie eine Niederlassung in New York eröffnete. Der 1823 im baden-württembergischen Kapf (nahe Gaildorf) geborene Michel (oder auch Michael) Knoedler hatte seit 1844 für Goupil & Cie in Paris gearbeitet und übersiedelte 1852 nach New York, um die Leitung der dortigen Niederlassung zu übernehmen. 1857 kaufte er das US-Geschäft seiner Arbeitgebers auf. Seine Söhne Roland, Edmond und Charles stiegen später mit in das Geschäft ein, und Roland Knoedler (1856–1932) übernahm die Leitung der Galerie nach dem Tod seines Vaters (1878).
Gemeinsam mit dem Kunsthändler Charles Carstairs, eröffnete Knoedler Zweigstellen in Pittsburgh (1897), London (1908) und Paris (1895). Unter dem Einfluss von Carstairs machte sich die Galerie einen Namen als führender Händler im Bereich der alten Meister. Zu den Kunden zählten berühmte Sammler wie Collis P. Huntington, Cornelius Vanderbilt, Henry O. Havemeyer, William Rockefeller, Walter P. Chrysler Jr., John Jacob Astor, Andrew W. Mellon, J. P. Morgan und Henry Clay Frick; daneben auch institutionelle Käufer wie das Metropolitan Museum of Art, der Louvre, oder die Tate Gallery. Knoedler & Co. war auch Teil einer kleinen Gruppe führender Kunsthändler, die den US-Markt für britische Gemälde dominierte. Knoedler arbeitete eng und erfolgreich mit der Londoner Galerie Colnaghi zusammen, die für Knoedler in Europa geeignete Gemälde auftrieb, die sich gut an reiche US-Sammler verkaufen ließen. Knoedler und Colnaghi waren (neben der Berliner Galerie Matthiesen) maßgeblich an dem heimlichen Ausverkauf von Eremitage-Gemälden durch die Bolschewiken in den 1920er und 1930er Jahren beteiligt.
Nachdem Roland Knoedler 1928 in den Ruhestand gegangen war, übernahm sein Neffe Charles Henschel die Leitung der Galerie, gemeinsam mit Carmen Mesmore, Charles Carstairs und dessen Sohn Carroll Carstairs. Henschel starb 1956, und die Leitung ging auf E. Coe Kerr und auf Michael Knoedlers Enkel Roland Balay über. 1971 wurde die Galerie für 2,5 Millionen US-Dollar an den Sammler und Industriellen Armand Hammer verkauft. Fünf Jahre danach verließ Roland Balay das Management der Firma – als letztes Mitglied der Knoedler-Familie. Die Galerie konzentrierte sich nun zunehmend auf zeitgenössische Kunst der späten 1970er Jahre. Nach dem Tode Armand Hammers (1990) hielt die Hammer Foundation weiterhin einen entscheidenden Anteil am Unternehmen, bis zum Moment der Schließung im Jahr 2011. Armand Hammers Enkel Michael Armand Hammer war zu diesem Zeitpunkt der Vorstandsvorsitzende.

## New Yorker Standorte
Die Kunsthandlung hatte im Laufe der Jahre acht verschiedene Standorte. Zunächst am Broadway, ab den 1890er Jahren an der Ecke Fifth Avenue und 34th Street. 1911 zog die Galerie in ein neues Gebäude auf der Fifth Avenue um (Hausnummer 556), welches von Carrère and Hastings entworfen worden war. 1925 zog man in ein neues Gebäude in Nähe der Madison Avenue (14 East 57th Street), das ebenfalls von Carrère and Hastings stammte. 1970 gestaltete die Galerie, unter ganz erheblichen Kosten, neu bezogene Räumlichkeiten (19 East 70th Street) im Stile eines italienischen Stadthauses der Renaissance um.
1996 veranstaltete Knoedler eine Retrospektive zum 150-jährigen Bestehen, in der Werke wie John Singleton Copleys Watson und der Hai, Thomas Eakins’ Music, und Édouard Manets Die Pflaume gezeigt wurden. Die Ausstellung beinhaltete Leihgaben von 15 Institutionen (darunter die Corcoran Gallery of Art, das Metropolitan Museum of Art und die National Gallery of Art). Dieses Entgegenkommen (ungewöhnlich einem gewerblichen Händler gegenüber) zeugt von dem Prestige, welches Knoedler genoss.
Im Februar 2011 verkaufte die Galerie ihre Geschäftsräume an der Adresse 19 East 70th Street für 31 Millionen US-Dollar. 2012 versuchte die Galerie erfolglos, einen Teil ihres verbliebenen Kunstbestandes zu versteigern.

## Nazi-Raubkunst und Wiedergutmachungen
Knoedler war von mehreren Gerichtsverfahren im Bereich Nazi-Raubkunst betroffen. Unter anderem ging es dabei um einen Matisse, den die Nationalsozialisten 1941 aus dem Besitz der Familie Rosenberg konfisziert hatten. Knoedler hatte das Gemälde 1954 erworben, und seit 1996 befand es sich im Seattle-Museum (eine Schenkung durch Virginia und Prentice Bloedel). Des Weiteren war ein El Greco betroffen, den die Gestapo 1944 beschlagnahmt hatte. Dieses El-Greco-Gemälde (Porträt of a Gentleman) war in Ausstellungskatalogen als im Besitz der Galerie Knoedler befindlich verzeichnet worden. Knoedler hatte das Gemälde dem Wiener Händler Frederick Mont abgekauft, der laut Anne Webber (Ko-Vorsitzende der Commission for Looted Art in Europe) mit der Gestapo zusammengearbeitet hatte. Beide Gemälde wurden nach Prozessen wieder ihren rechtmäßigen Besitzern zurückgegeben.

## Kunstfälschungsskandal und Schließung
Im Oktober 2009 trat die Leiterin der Galerie, Ann Freedman, unter dem Eindruck nicht enden wollender Gerüchte zurück, die sich alle um mutmaßliche Fälschungen drehten, die die Galerie von der Händlerin Glafira Rosales bezogen hatte.
In der Folge stellte sich heraus, dass die Galerie unter der Leitung Freedmans zwischen 1994 und 2011 Fälschungen von Werken zahlreicher Künstler verkauft hatte, darunter vor allem Robert Motherwell, Jackson Pollock und Mark Rothko. Freedman hatte diese Gemälde für Knoedler von Glafira Rosales erworben, die sie ihrerseits von dem Kunstfälscher Pei-Shen Quian erhalten hatte. Quian soll für die Fälschungen weniger als 9000 US-Dollar pro Stück von Rosales erhalten haben. Rosales verkaufte jedes der Gemälde für siebenstellige Beträge an Knoedler.
Am 28. November 2011 veröffentlichte Knoedler eine Erklärung, in der man lediglich mitteilte, dass man die Geschäftstätigkeit aus wirtschaftlichen Gründen einstelle, die nichts mit den Rechtsstreitigkeiten im Rahmen des Fälschungsskandals zu tun hätten.
Bis zum Jahr 2012 liefen beim FBI Ermittlungen zu mindestens zwei Dutzend Gemälden, die die Galerie durch Glafira Rosales erhalten hatte. Ursprünglich hatte Rosales bestritten, irgendjemanden betrogen zu haben. Doch 2013 bekannte sie sich schuldig, mehr als 60 gefälschte Kunstwerke an zwei New Yorker Galerien verkauft zu haben. Sie bekannte sich auch der Verschwörung zur Geldwäsche, der Geldwäsche und der Steuerhinterziehung für schuldig. Der Freund von Glafira Rosales, der spanische Kunsthändler José Carlos Bergantiños Diaz, wurde vor einem amerikanischen Gericht ebenso wegen des Betrugs angeklagt wie sein Bruder Jesus Angel Bergantiños Diaz. Die beiden Brüder wurden 2014 in Spanien verhaftet, aber auf Kaution vorläufig freigelassen. 2016 entschied ein spanisches Gericht, dass Jesus Angel Bergantinos Diaz an die USA ausgeliefert werden könne. Später im selben Jahr wurde entschieden, dass sein Bruder José Carlos Bergantinos Diaz aus gesundheitlichen Gründen nicht ausgeliefert werden könne.
Der Fälscher, der die Arbeiten erstellt hatte, Pei-Shen Qian, wurde ebenfalls angeklagt, floh jedoch nach China.

## Rechtsstreitigkeiten und Ansprüche im Rahmen des Fälschungsskandals
Im Jahr 2003 hatte der Goldman Sachs Manager Jack Levy ein Jackson Pollock Gemälde für 2 Millionen US-Dollar erworben. Doch als die International Foundation for Art Research sich weigerte, das Werk zu authentifizieren, verlangte Levy sein Geld zurück und erhielt es auch.
Am Tag bevor die Galerie im November 2011 ihre Tore schloss, verklagte der belgische Hedgefonds-Manager Pierre Lagrange die Galerie wegen des Werks Untitled 1950, das Knoedler Jackson Pollock zugeschrieben hatte. Lagrange hatte das Gemälde 2007 für 17 Millionen US-Dollar gekauft, unter dem Eindruck das Werk werde in einen Nachtragsband zum Pollock Werkverzeichnis (Pollock catalogue raisonné) aufgenommen. Ein solcher Nachtragsband war wohl nie geplant. Später erwiesen Laboruntersuchungen, dass bei dem Gemälde Farben verwendet worden waren, die erst Jahre nach Pollocks Tod auf den Markt kamen. Die Klage wurde 2012 außergerichtlich beigelegt.
2012 behaupteten Domenico De Sole und seine Frau Eleanore, dass die Galerie ihnen 2004 einen gefälschten Mark Rothko, „Untitled 1956“, für 8,3 Millionen US-Dollar verkauft habe. Die Klage richtete sich sowohl gegen Knoedler als auch gegen Ann Freedman. Das Ehepaar De Soles ließ sich auf einen außergerichtlichen Vergleich mit Ann Freedman ein, aber die Klage gegen Knoedler bleibt bestehen.
Ebenfalls außergerichtlich beigelegt wurde eine Klage des Wall Street Managers John D. Howard gegen Knoedler und Freedman, in der Howard angab, ein ihm 2007 für 4 Millionen US-Dollar verkaufter Willem de Kooning sei eine Fälschung.

## Unternehmensarchiv
2012 verkündete das Getty Research Institute, man habe das Unternehmensarchiv der Galerie erworben, das von 1850 bis 1971 reicht. Das Institut hat seitdem Teile dieses Archivs digitalisiert und online gestellt. Nicht Teil des Kaufs war die Referenzbibliothek, die aus Titeln bestand, die das Getty Research Institute ohnehin bereits in der eigenen Bibliothek hat; diese Referenzbibliothek wurde von Knoedler im Januar 2012 separat verkauft.
Das vom Getty Research Institute erworbene Archivmaterial beinhaltet die Geschäftsbücher, den Schriftverkehr mit Käufern, Künstlern und Angestellten, Karteikarten zu Kunden und Kunstwerken, des Weiteren Photographien, Drucke, seltene Bücher, Verkaufskataloge die bis in das 18. Jahrhundert zurückreichen, und außerdem Galerie-Pläne.

## Belege
1. ↑  Knoelder Gallery again accused of fraud in new lawsuit. blogs.nytimes.com, 30. Januar 2013, abgerufen am 18. Dezember 2016.
2. 1 2 3 4 5  Michael Shnayerson: A Question of Provenance. In: Vanity Fair. Abgerufen am 8. Februar 2016.
3. ↑  Goldstein, 2003, p. 167
4. ↑  Reist, 2014, p. 168.
5. ↑  Rachel Corbett: LAWYERS CHASE ELUSIVE FIGURE IN KNOEDLER LAWSUIT. In: Artnet.com. Abgerufen am 8. Februar 2016.
6. 1 2 3  Christopher Gray: When Elegance Sold Art. In: The New York Times. Abgerufen am 8. Februar 2016.
7. ↑  Daniel Grant: READING THE TEA LEAVES IN THE KNOEDLER MESS. In: Artnet. Abgerufen am 8. Februar 2016.
8. ↑  Rachel Corbett: Works From Knoedler Gallery Bomb at Doyle New York Auction. In: Blouin Artinfo. Archiviert vom Original (nicht mehr online verfügbar) am 14. Februar 2016; abgerufen am 8. Februar 2016.  Info: Der Archivlink wurde automatisch eingesetzt und noch nicht geprüft. Bitte prüfe Original- und Archivlink gemäß Anleitung und entferne dann diesen Hinweis.
9. ↑  Judith H. Dobrzynski: Seattle Museum Is Sued For a Looted Matisse (Published 1998). In: nytimes.com. 4. August 1998, abgerufen am 3. Februar 2024 (englisch).
10. ↑  https://news.artnet.com/market/el-greco-nazis-loot-returned-280817
11. 1 2 3  Patricia Cohen: A Gallery That Helped Create the American Art World Closes Shop After 165 Years. In: The New York Times. Abgerufen am 8. Februar 2016.
12. ↑  M.H. Miller: In Court, Experts Say Knoedler Ignored Warnings About Forgeries. In: Artnews. Abgerufen am 8. Februar 2016.
13. ↑  Guelda Volen: Now Defunct Knoedler Gallery Settles Lawsuits for Fake Rothkos. In: The Observer. Abgerufen am 8. Februar 2016.
14. ↑  The Knoedler-Rosales Case - artnet Magazine. In: artnet.com. 4. April 2012, abgerufen am 18. Dezember 2016.
15. ↑  Brian Boucher: Knoedler Gallery Not Profitable Apart From Fakes, Says Accountant at Fraud Trial. In: Artnet news. Abgerufen am 8. Februar 2016.
16. 1 2  Tom Hays: New York City jury hears how a forger’s fake fooled art buyers. In: The Toronto Star. Abgerufen am 8. Februar 2016.
17. ↑  William K. Rashbaum, Patricia Cohen, Sarah Maslin Nir: Struggling Immigrant Artist Tied to $80 Million New York Fraud. In: The New York Times. Abgerufen am 8. Februar 2016.
18. ↑  Yanan Wang: N.Y. art gallery thought it spent $80 million on Modernist classics — but they were all ‘genius’ copies. In: The National Post. Abgerufen am 8. Februar 2016.
19. 1 2  The Knoedler’s Meltdown: Inside the Forgery Scandal and Federal Investigations. In: Vanity Fair. Abgerufen am 9. Februar 2016.
20. 1 2  Patricia Cohen: Second Suit Accuses Knoedler Gallery of Selling Fake Art. In: The New York Times. Abgerufen am 8. Februar 2016.
21. ↑  Patricia Cohen: Artist’s Family Says Gallery Ignored Warning of Fakes. In: The New York Times. Abgerufen am 9. Februar 2016.
22. ↑  Art Dealer Pleads Guilty in Manhattan Federal Court to $80 Million Fake Art Scam, Money Laundering, and Tax Charges. In: Federal Bureau of Investigation. U.S. Government, abgerufen am 8. Februar 2016.
23. ↑  Bergantinos Diaz Qian Indictment. (PDF) In: US Department of Justice. United States Government, abgerufen am 8. Februar 2016.
24. ↑  Jon Swaine: Artist at centre of multimillion dollar forgery scandal turns up in China. In: The Guardian. Abgerufen am 8. Februar 2016.
25. ↑  Alan Clendenning: Extradition to US for Spanish dealer in big art fraud case. In: The Associated Press. 16. Februar 2016, abgerufen am 23. Februar 2016.
26. ↑  Spanish Court Denies US Extradition Request for Member of Knoedler Forgery Ring. In: Artforum. Abgerufen am 28. Mai 2016.
27. ↑  Richard Warnica: How did David Mirvish end up in the decade’s most shocking art forgery scandal? In: Canadian Business. Abgerufen am 8. Februar 2016.
28. ↑  Adam Klasfeld: Collector Calls $17 Million Pollock a Phony. In: Courthouse News Service. Abgerufen am 9. Februar 2016.
29. ↑  Edvard Pettersson, Patricia Hurtado: Closed New York Gallery Settles Suit Over ‘Forged’ Pollock. In: Bloomberg Business. Abgerufen am 8. Februar 2016.
30. ↑  Colin Moynihan: Knoedler Gallery Director Settles Lawsuit Over Fake Rothko. In: The New York Times. Abgerufen am 8. Februar 2016.
31. ↑  ColinMoynihan: Suit Against Knoedler Gallery Over Fake Rothko Continues After a Settlement. In: The New York Times. Abgerufen am 9. Februar 2016.
32. ↑  Henri Neuendorf: Knoedler Gallery Reaches Out-Of-Court Settlement Over $4 Million Fake de Kooning. In: Artnet news. Abgerufen am 8. Februar 2016.
33. ↑  Carol Vogel: Getty Institute Buys Knoedler Gallery Archive. In: The New York Times. Abgerufen am 8. Februar 2016.
34. ↑  Knoedler Gallery archive. Getty Research Institute, abgerufen am 11. Februar 2014.